# 江口きち

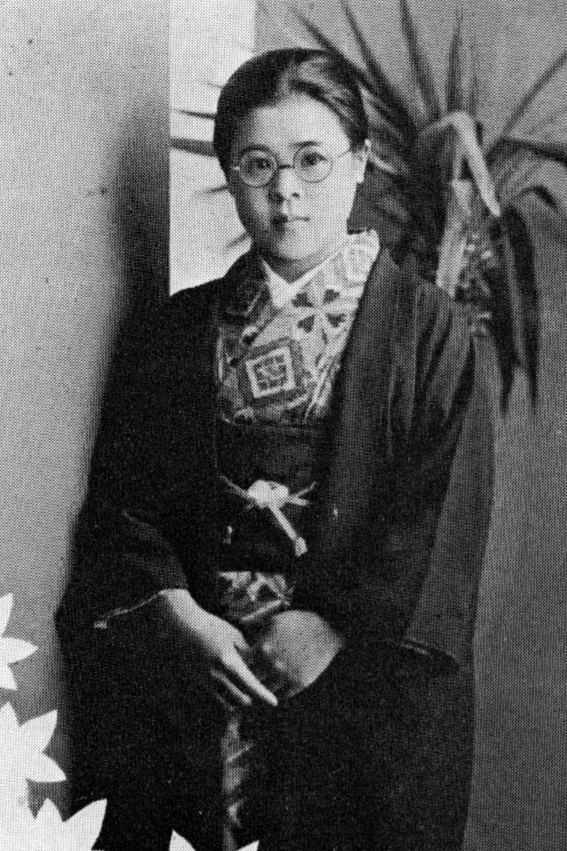
江口きち

江口 きち（えぐち きち、1913年（大正2年）11月23日 - 1938年（昭和13年）12月2日）は、大正時代から昭和時代前期にかけての女流歌人。
河井酔茗と島本久恵に師事し、貧困の中で多くの歌を詠んだが最期は自殺した。「薄幸の天才歌人」「女啄木」と呼ばれた。ただし作風は啄木とは大きく異なり万葉調であった。

## 生涯
群馬県利根郡川場村大字谷地に、1913年（大正2年）11月23日に父熊吉、母ユワの長女として生まれる。父は博徒で生活能力がなく、兄廣寿は幼時の脳膜炎の後遺症で知的障害があった。母が飲食店を切り盛りして三人の子どもを育てた。川場村尋常高等小学校での学業成績は優秀だったが進学は諦めた。
1930年（昭和5年）2月から沼田の郵便局に勤めるが、6月3日に母が急逝したため帰郷し家族の世話のために家業を継ぐ。
1931年（昭和6年）、小学校の教師のすすめで『女性時代』の社友となり、双木恵、飯田章子、涼子などの筆名で短歌を発表。1937年、群馬県歌人協会へ入会する。1938年、女性時代社の例会に出席、群馬県歌人協会刊『昭和13年版年刊歌集』に投句する。同年12月2日午前2時頃、生活苦により兄を道連れにして服毒自殺する。
辞世の句は「睡（ね）たらひて　夜は明けにけり　うつそみに　聴きをさめなる　雀鳴き初む」「大いなる　この寂（しず）けさや　天地の　時刻（とき）あやまたず　夜は明けにけり」。
1939年（昭和14年）4月、河井酔茗の選による『武尊の麓』が刊行され、同年肉筆覆刻本『江口きち歌集』が刊行された。

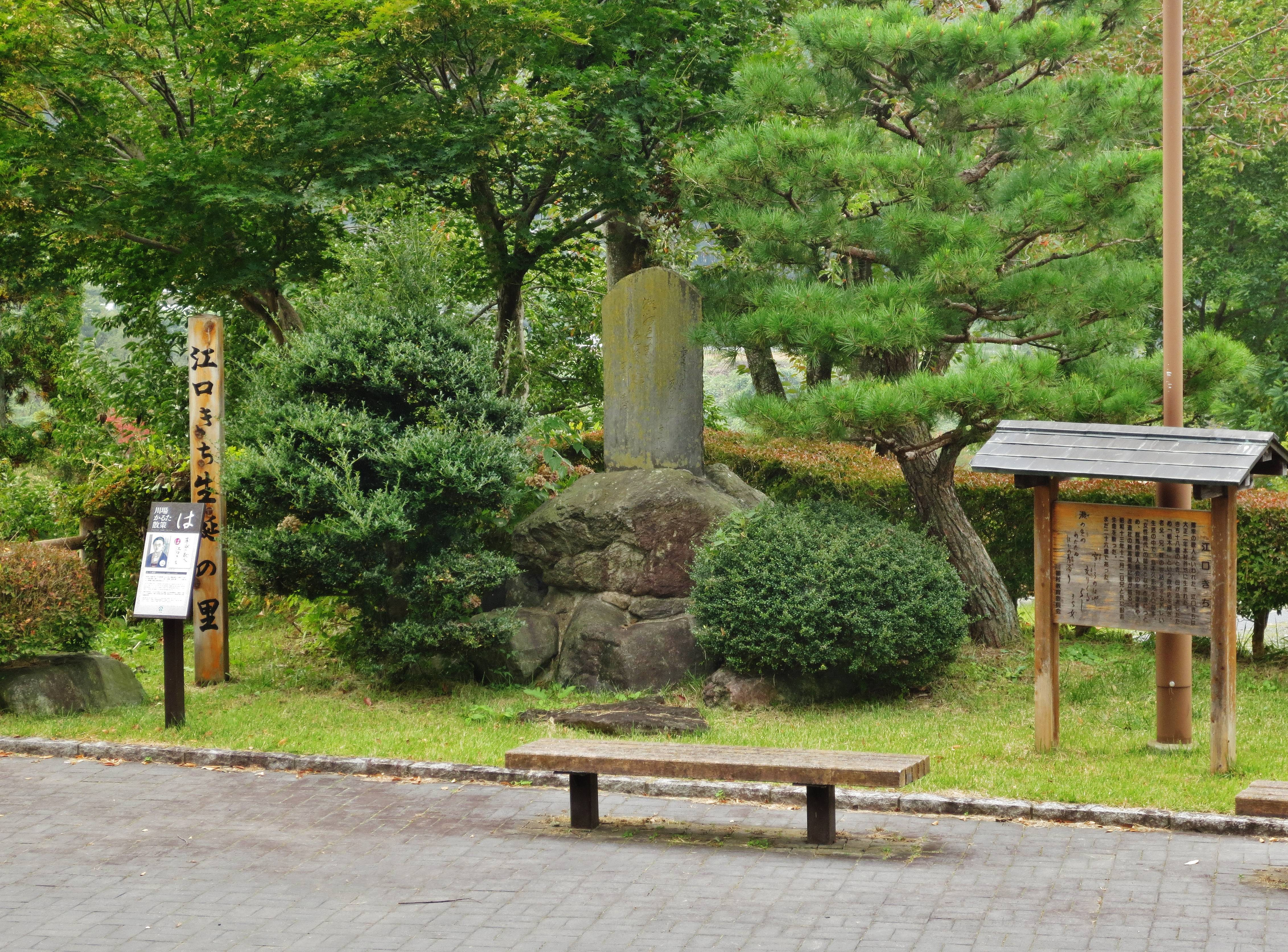
生誕地・川場村
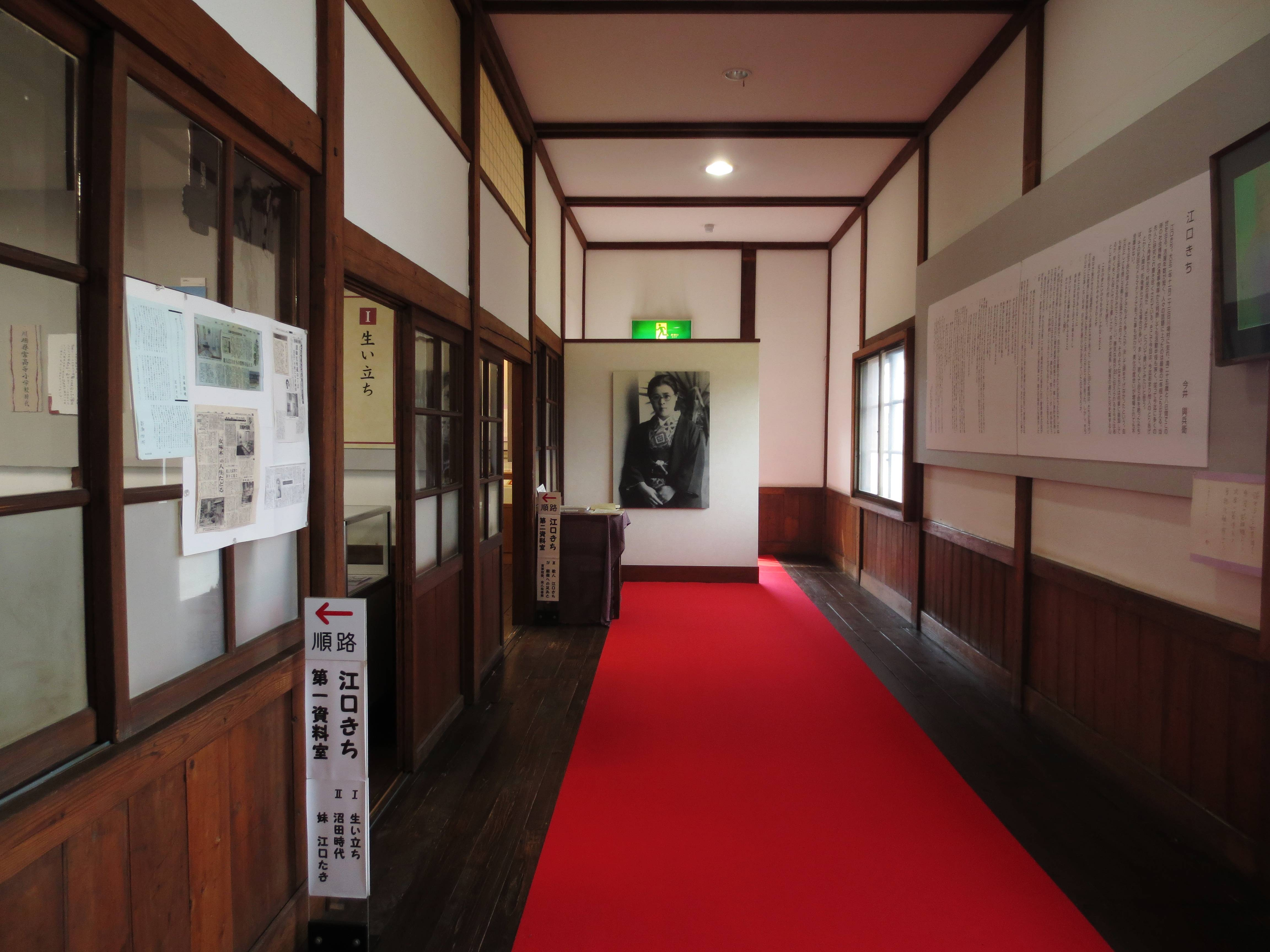
江口きち資料室（川場村歴史民俗資料館内）

## 作品
たらちねの　拙き文字に　記されし　家計覚を　みいだしにけり
- 昭和10年の作。改造社の『新万葉集』に唯一掲載された歌。

瀬の色の　目だたぬほどの　青濁り　雪しろのはや　交りくるらし
- 昭和11年の作。歌に詠まれた薄根川河畔に歌碑が建立された。

生きの世の　現し歩みに　背は向けて　人を思ふは　かなしかりけり
- 昭和11年の作。同年から死去する直前まで、きちは18歳年上の妻子ある男性への思慕の念を歌にしている[8]。

受けつぎし　流離の血かも　ふるさとへ　かへるなかれと　言ひし餞け
- 昭和13年の作。妹たきに宛てた歌。

## 主な著書
- 「武尊の麓」
- 「江口きち歌集」

## 江口きちを描いた作品

### 舞台
- 『桐の花散る～江口きちの生涯～』(2007)

演出：新田健二
- 『流れのままに～江口きちの生涯～』(2008)

演出：森本勝海

## 関連文献
- 「江口きち資料集成」島本融編
- 「江口きちの生涯」 島本久恵